# Раковская колония серых цапель в квартале 50 Филатовского лесничества
Раковская колония серых цапель в квартале 50 Филатовского лесничества — памятник природы регионального (областного) значения Московской области, который включает ценные в экологическом, научном и эстетическом отношении природные комплексы и объекты, нуждающиеся в особой охране для сохранения их естественного состояния:
- ценные объекты природы (колония птиц);
- места обитания редких видов животных, занесенных в Красную книгу Московской области.

Памятник природы основан в 1984 году. Местонахождение: Московская область, городской округ Истра, сельское поселение Костровское, около 0,3 км к югу от деревни Раково. Для предотвращения неблагоприятных антропогенных воздействий на памятник природы на прилегающих к нему территориях создана охранная зона. Площадь памятника природы составляет 5,00 га; площадь охранной зоны — 57,02 га. Памятник природы включает участок березово-елового леса и зарастающей вырубки в центральной части квартала 80; охранная зона включает квартал 80 Чеховского лесотехнического участка Ново-Иерусалимского участкового лесничества Истринского лесничества, исключая территорию памятника природы.

## Описание
Территория памятника природы расположена на правом берегу прудов рыбокомбината «Малая Истра» в зоне распространения моренно-водноледниковых и во дно ледниковых равнин на юге Московской возвышенности. Абсолютные высоты в границах памятника природы составляют 200—201 м над у.м. Кровля дочетвертичного фундамента местности представлена верхнеюрскими глинами с прослоями песков.
Памятник природы занимает небольшой участок пониженной плоской в о дно ледниковой равнины. Субгоризонтальные поверхности территории сложены водноледниковыми алевритами и пылеватыми суглинками, залегающими на моренных отложениях.
Почвенный покров территории представлен дерново-подзолами и дерново-подзолистыми почвами.

### Флора и растительность
Памятник природы приурочен к внутренней части лесного квартала. В настоящее время растительный покров западной части территории памятника представляет собой зарастающую берёзами, ивами и рябиной посадку сосны и ели (вероятно, с примесью дуба), созданную на месте вырубленного леса с преобладанием ели. По краям указанной вырубки и в восточной части памятника природы сохранились фрагменты лесов, вероятно, близкие к произраставшим на месте вырубки.
На большей части посадок проводится расчистка от мелколиственных пород и кустарника. На нерасчищенных участках подрост делится на три подъяруса. Первый, высотой 8—9 м (единичные деревца — до 12 м) при проективном покрытии 50—60 процентов, образован преимущественно берёзами повислой и пушистой, при участии единичных сосен (высота до 10 м, диаметр 5—6 см). Второй подъярус образован основной массой сажавшихся елей и сосен — при высоте до 3 м, их проективное покрытие составляет до 10 процентов. Третий подъярус — высотой до 0,5 м при проективном покрытии 15 процентов — образован елью, осиной, берёзами и единично — липой и дубом. В густом (проективное покрытие до 50 процентов и более) кустарниковом ярусе представлены обычные для вырубок виды: ива козья, ива ушастая, ива трёхтычинковая, черёмуха, бузина, малина, и в меньшей степени — крушина, жимолость лесная, смородина чёрная. Травяно-кустарничковый ярус (проективное покрытие до 50 процентов) образован сочетанием видов широкотравья (звездчатка жёстколистная, живучка ползучая, щитовник мужской, копытень) и разросшихся после вырубки крапивы двудомной, вейников тростниковидного и наземного, кочедыжника женского. Отметим наличие в составе яруса агрессивного чужеродного вида — недотроги мелкоцветковой.
В восточной части памятника природы и по его границам произрастают еловые и берёзово-еловые (реже — елово-берёзовые) леса с участием дуба, иногда с небольшой примесью сосны, осины, реже — липы. Сомкнутость крон в среднем составляет 0,7; достигая на ряде участков 0,9—1,0. Высота ели местами достигает 28—30 м при диаметре до 48—50 см. В подросте — ель и мелколиственные породы, единично — липа и дуб. Местами отмечается выраженный подлесок, в котором доминируют лещина и черёмуха, также представлены жимолость лесная, бересклет бородавчатый, малина, смородина чёрная, смородина колосистая. В травяно-кустарничковом ярусе преобладают кислица и широкотравье (звездчатка жестколистная, копытень, живучка ползучая, бор развесистый). На близких к вырубке участках возрастает роль костяники и вейника наземного, отмечаются такие виды, как камыш лесной, вербейник обыкновенный, бодяк огородный. В участках с наиболее сомкнутым древостоем и сохранными старовозрастными елями увеличивается участие таёжных видов (брусника, ожика волосистая, фиалка Селькирка, щитовник игольчатый), а также мицелиса стенного и хвоща лесного. Здесь же встречается редкий и уязвимый вид, не включенный в Красную книгу Московской области, но нуждающийся на территории области в постоянном контроле и наблюдении — ландыш майский.
Отмечен участок более ранней, чем на территории собственно памятника, вырубки, зарастающий рябиной, осиной и ивой козьей (проективное покрытие до 70 процентов при высоте до 12 м) с единичным подростом дуба и широкотравным травяно-кустарничковым ярусом.

### Фауна
Животный мир памятника природы типичен для сообществ мелколиственноеловых лесов запада Московской области и обогащен отдельными видами водноболотных угодий. На территории памятника природы обитают 34 вида позвоночных животных, относящихся к 10 отрядам трех классов, в том числе один вид амфибий, 27 видов птиц и шесть видов млекопитающих.
Основу фаунистического комплекса наземных позвоночных животных составляют виды, характерные для хвойных и смешанных лесов Нечернозёмного центра России. На территории памятника природы выделяются две основные ассоциации фауны (зооформации): смешанных лесов и лугово-опушечных местообитаний.
Лесная зооформация смешанных лесов распространена на всей территории памятника природы. В старых культурах ели с примесью сосны и лиственных деревьев и густым подростом широколиственных видов, занимающих большую часть памятника природы, обитают следующие виды млекопитающих: обыкновенный крот, обыкновенная лисица, ласка, заяц-беляк, рыжая полевка, обыкновенная белка. Среди птиц в этих местообитаниях встречаются: большой пестрый дятел, желна, обыкновенная кукушка, иволга, сойка, ворон, зяблик, обыкновенный поползень, зарянка, рябинник, белобровик, певчий дрозд, пеночка-теньковка, пеночка-весничка, садовая славка, снегирь, большая синица, буроголовая гаичка, обыкновенная лазоревка, мухоловка-пеструшка. Амфибии представлены здесь травяной лягушкой.
Зооформация лугово-опушечных местообитаний связана в своем распространении с полянами и зарастающими вырубками территории и представлена следующими видами: обыкновенный крот, тетеревятник, лесной конек, белая трясогузка, обыкновенная сорока, серая ворона. Именно в этих местообитаниях памятника природы, встречается чёрный коршун — вид, занесенный в Красную книгу Московской области.
Главный объект, для охраны которого создавался памятник природы — гнездовая колония серых цапель, располагавшаяся ранее в обсуждаемом лесном квартале. На момент создания памятника природы в 1984 году колония цапель располагалась в еловом лесу с сосной, примерно в 300 м от берега пруда рыбокомбината «Малая Истра». Размер колонии менялся следующим образом: 1979 год — 20 гнезд, 1981 год — 33, 1982 год — 36 гнезд, 1997 год — 53 гнезда. В 1997 году пруд на котором кормились цапли не был заполнен и простоял без воды несколько лет. С 2002 года он был вновь наполнен, с этого времени от единого большого пруда работники рыбхоза стали постепенно отчленять дамбами небольшие прудики, на которых была разрешена платная рыбалка. В настоящее время колонии серых цапель не существует. Точное время и причины её исчезновения неясны. Это произошло в период с 1998 по 2003 годы, когда пруд стоял спущенным, и цапли потеряли здесь кормовые угодья. Достоверно известно, что на 28 мая 2004 года колония, уже не существовала, так как направленного перемещения цапель с прудов в место, где ранее располагалась колония, не отмечено. Годом ранее (осенью 2003 года) на территории колонии было отмечено около 10 серых цапель, которые сидели на деревьях; всего в тот день в рыбхозе учтено 34 серых цапли. В 2005 году на месте колонии также были замечены цапли, однако гнезд они не вили, хотя деревья на месте колонии ещё не были вырублены. В 2006 году на прудах близлежащего рыбокомбината «Малая Истра» кормились 20—30 цапель. Деревья на территории колонии, вырубили после 2006 года, в связи с поражением короедом-типографом. В настоящее время на прудах рыбхоза постоянно держится до нескольких десятков серых цапель, однако направленного перемещения птиц с прудов в каком-либо определённом направлении, что могло бы говорить о гнездовании цапель в окрестностях рыбхоза, не отмечено.

### Охранная зона
Территория охранной зоны памятника природы расположена на правом берегу прудов рыбокомбината «Малая Истра» в зоне распространения моренноводноледниковых и водноледниковых равнин на юге Московской возвышенности. Абсолютные высоты в пределах охранной зоны памятника природы составляют 199,5—203 м над у.м. Кровля дочетвертичного фундамента местности представлена верхнеюрскими глинами с прослоями песков.
Охранная зона памятника природы включает участок пониженной плоской водно ледниковой равнины. Субгоризонтальные поверхности территории, имеющие уклон (1—2°) в сторону водоемов, сложены водноледниковыми алевритами и пылеватыми суглинками, залегающими на моренных отложениях. Местами территория осложнена мелиоративными канавами и прилегающими отвалами грунта. Глубина канав и высота отвалов — 1—1,5 м.
Почвенный покров основной поверхности равнины представлен дерново-подзолами и дерново-подзолистыми почвами, по понижениям — дерново-подзолами глеевыми и дерново-подзолисто-глеевыми почвами.
В охранной зоне представлены еловые, берёзово-еловые и елово-берёзовые леса с участием дуба, иногда сосны, осины и липы аналогичные представленным на территории памятника природы. В подросте — ель и мелколиственные породы, единично — липа и дуб. Местами отмечается подлесок из лещины, черёмухи, жимолости лесной, бересклета бородавчатого, малины, смородины чёрной, смородины колосистой. В травяно-кустарничковом ярусе преобладают кислица и широкотравье. На более влажных участках с разреженным древостоем произрастают такие виды, как камыш лесной, вербейник обыкновенный, бодяк огородный. В участках с сомкнутого елового леса преобладает таёжное мелкотравье, а также мицелис стенной и хвощ лесной, встречается ландыш майский.
К небольшим окнам лесного полога и подболоченным окраинам лесного массива приурочены тростниково-серовейниковые луговины с кустами ив пепельной и ушастой и травяным покровом из влажнотравья (вейник серый, щучка дернистая, чистец болотный, зюзник европейский, лютик ползучий).
Животный мир охранной зоны типичен для еловых и лиственных лесов запада Московской области. В границах охранной зоны обитают 42 вида позвоночных животных, относящихся к 12 отрядам трех классов, в том числе два вида амфибий, 31 вид птиц и девять видов млекопитающих.
Ввиду того, что памятник природы и его охранная зона составляют единый природный объект, здесь встречаются в основном те же виды, что отмечены на территории самого памятника природы, но помимо этого в фауне охранной зоны выделяется также зооформация водно-болотных местообитаний. Эту группу видов, связанную в своём распространении на территории охранной зоны с заболоченными лугами и обводненными канавами, представляют следующие виды позвоночных животных: американская норка, речной бобр, водяная полевка, кряква, сизая чайка, черныш, серая цапля, чёрный коршун, озерная и травяная лягушки. Именно в этих местообитаниях, встречается травник — редкий вид куликов, занесенный в Красную книгу Московской области.

## Объекты особой охраны памятника природы
Охраняемые экосистемы: старовозрастные еловые и берёзово-еловые кустраниковые кислично-широкотравные, широктравные, кислично-костянично-вейниковые леса и производные сообщества на их месте; заросли ив с влажнотравьем.
Вид растений, являющийся редким и уязвимым таксоном, не включенный в Красную книгу Московской области, но нуждающийся на территории области в постоянном контроле и наблюдении: ландыш майский.
Охраняемые в Московской области, а также иные редкие виды животных и их местообитания (виды, занесенные в Красную книгу Московской области): чёрный коршун, травник.